# Renúncia do papa Bento XVI
A renúncia do papa Bento XVI foi anunciada na manhã do dia 11 de fevereiro de 2013, quando o Vaticano confirmou que ele renunciaria ao papado em 28 de fevereiro, às 20h. A decisão de Bento XVI em renunciar ao cargo de líder da Igreja Católica o tornou o primeiro papa a abdicar do posto desde o papa Gregório XII, em 1415, que o fizera durante o Grande Cisma do Ocidente, e o primeiro a renunciar sem pressão externa desde o papa Celestino V, em 1294. Foi um gesto inesperado, já que na história moderna os papas se mantiveram no cargo até a morte, para que só então fosse escolhido um sucessor. O papa comunicou que sua saúde frágil era a razão de sua renúncia. O Conclave de 2013 elegeu seu sucessor, Francisco.

## Antecedentes
Em 2010, Bento XVI deixou em aberto a possibilidade de uma renúncia de seu ministério em um livro escrito com Peter Seewald. Na obra, intitulada Luz do Mundo: O Papa, a Igreja e os Sinais dos tempos, afirmou que se "o papa não é mais fisicamente, psicologicamente e espiritualmente capaz [...] então tem o direito, e sob certas circunstâncias, a obrigação, de renunciar." Dois anos mais tarde, sua saúde começou a deteriorar-se por causa de problemas no coração, em razão disso ele foi incapaz de participar de inúmeros eventos públicos em comparação com os anos anteriores. Seu irmão, Georg Ratzinger, sabia dessa decisão meses antes do anúncio e concordou que era um fato óbvio, porque "[ele] se sentia cada vez mais velho [...]. Já não tem energia. Está num processo natural de envelhecimento, [...] deseja mais calma para sua velhice". Em julho de 2012, o jornalista italiano Gianluigi Nuzzi, autor do livro Sua Santità. Le carte segrete di Benedetto XVI, afirmou: "É claro que há uma fadiga no Santo Padre em manter a Igreja unida ou, pelo menos, para o Vaticano." De acordo com o jornal L'Osservatore Romano, o Papa tomou a decisão de renunciar durante sua visita apostólica ao México e Cuba, em março de 2012. Após a demissão, o Vaticano explicou que isso aconteceu devido principalmente a sua velhice, e não por causa de suas condições de saúde que são boas para uma pessoa dessa idade, uma declaração que vai de acordo com o anúncio feito pelo Pontífice.

## Renúncia
Bento XVI decidiu, em fevereiro de 2013 que, devido à sua idade avançada, iria renunciar. Ele teria 85 anos de idade na data prevista para a sua retirada do cargo.
O Papa anunciou sua intenção de renunciar em língua latina na Sala del Concistoro do Palácio Apostólico, numa reunião de manhã cedo, em 11 de Fevereiro de 2013, que foi o Dia Mundial do Doente, um dia santo para o Vaticano. O encontro foi para anunciar a data da canonização de três mártires católicos, Antônio Primaldo e companheiros, Laura Montoya, e María Lupita García Zavala. Na cerimônia, conhecida como o "Consistório para a canonização do mártires de Otranto", ele disse aos presentes que tinha feito "uma decisão de grande importância para a vida da Igreja".
Em um comunicado, Bento XVI citou sua fragilidade devido à idade avançada e às exigências físicas e mentais do papado. Ele também declarou que iria continuar a servir à Igreja "através de uma vida dedicada à oração". Em 17 de fevereiro de 2013, o Papa Bento XVI, falando em espanhol, pediu à multidão postada em frente à Praça de São Pedro, que orasse por ele e pelo próximo papa. O motivo central da renúncia do papa Bento XVI foi insônia, segundo uma carta, que ele mesmo enviou a seu biógrafo semanas antes de sua morte, divulgada nesta sexta-feira (27) por uma revista alemã.
O início do conclave para escolher seu sucessor deveria ocorrer entre 15 de março e 20 de março de 2013.

### Declaração de renúncia

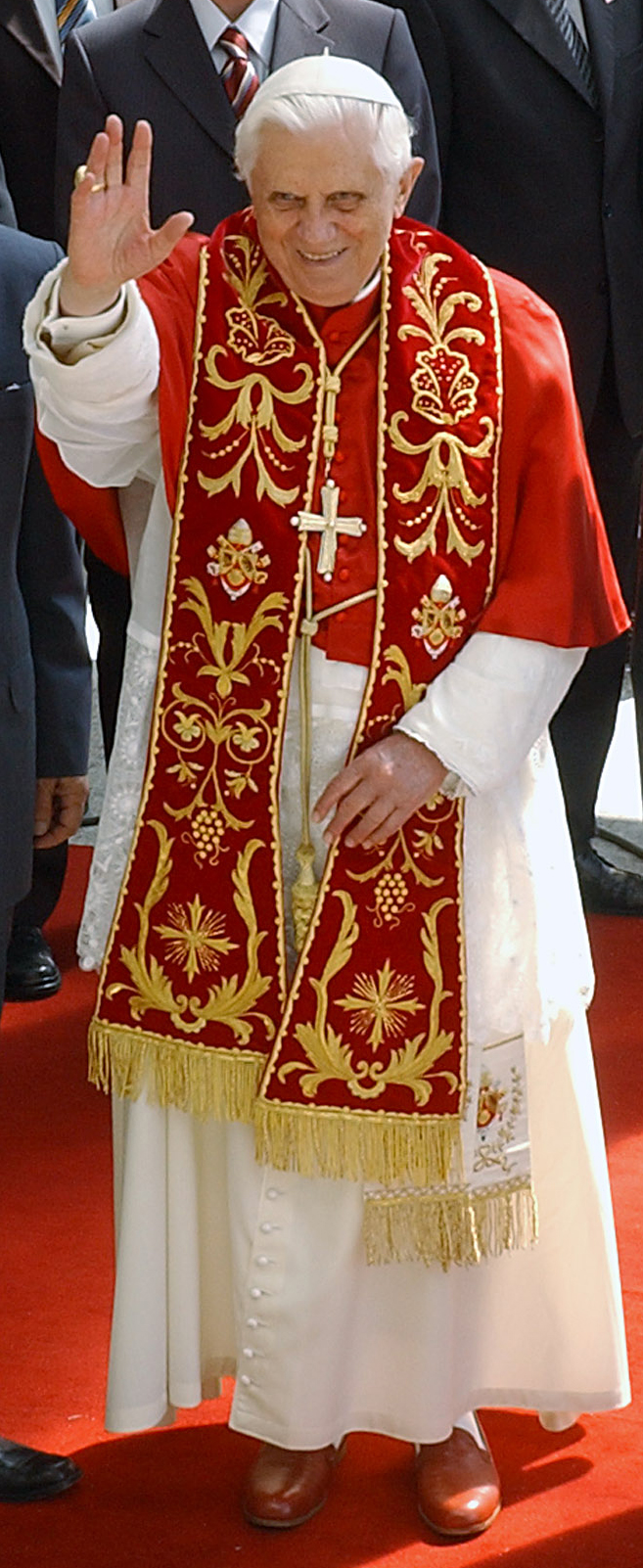
O papa Bento XVI em 2007

Íntegra da Declaração de Renúncia:
| “ | Caríssimos Irmãos, convoquei-vos para este Consistório, não só por causa das três canonizações, mas também para vos comunicar uma decisão de grande importância para a vida da Igreja. Depois de ter examinado repetidamente a minha consciência diante de Deus, cheguei à certeza de que as minhas forças, devido à idade avançada, já não são idóneas para exercer adequadamente o ministério petrino. Estou bem consciente de que este ministério, pela sua essência espiritual, deve ser cumprido não só com as obras e com as palavras, mas também e igualmente sofrendo e rezando. Todavia, no mundo de hoje, sujeito a rápidas mudanças e agitado por questões de grande relevância para a vida da fé, para governar a barca de São Pedro e anunciar o Evangelho, é necessário também o vigor quer do corpo quer do espírito; vigor este, que, nos últimos meses, foi diminuindo de tal modo em mim que tenho de reconhecer a minha incapacidade para administrar bem o ministério que me foi confiado. Por isso, bem consciente da gravidade deste acto, com plena liberdade, declaro que renuncio ao ministério de Bispo de Roma, Sucessor de São Pedro, que me foi confiado pela mão dos Cardeais em 19 de Abril de 2005, pelo que, a partir de 28 de Fevereiro de 2013, às 20,00 horas, a sede de Roma, a sede de São Pedro, ficará vacante e deverá ser convocado, por aqueles a quem tal compete, o Conclave para a eleição do novo Sumo Pontífice. Caríssimos Irmãos, verdadeiramente de coração vos agradeço por todo o amor e a fadiga com que carregastes comigo o peso do meu ministério, e peço perdão por todos os meus defeitos. Agora confiemos a Santa Igreja à solicitude do seu Pastor Supremo, Nosso Senhor Jesus Cristo, e peçamos a Maria, sua Mãe Santíssima, que assista, com a sua bondade materna, os Padres Cardeais na eleição do novo Sumo Pontífice. Pelo que me diz respeito, nomeadamente no futuro, quero servir de todo o coração, com uma vida consagrada à oração, à Santa Igreja de Deus. Vaticano, 10 de fevereiro de 2013. BENEDICTUS PP. XVI" | ” |

## Controvérsias
De acordo com o diretor da École Pratique des Hautes Études de Paris, Philippe Portier, o motivo da renúncia de Bento XVI ao Papado foi "a descoberta de um informe elaborado por um grupo de cardeais que revelava os abismos nada espirituais nos quais a Igreja Católica havia caído: corrupção, finanças obscuras, guerras fratricidas pelo poder, roubo massivo de documentos secretos, luta entre facções, lavagem de dinheiro. O Vaticano era um ninho de hienas enlouquecidas, um pugilato sem limites nem moral alguma onde a cúria faminta de poder fomentava delações, traições, artimanhas e operações de inteligência para manter suas prerrogativas e privilégios à frente das instituições religiosas". Segundo Portier, Joseph Ratzinger teve o mérito de expor o imenso buraco negro dos padres pedófilos, mas não o de modernizar a igreja ou as práticas vaticanas. "Desde 1981 seguiu o reino de seu predecessor '[João Paulo II], acompanhando vários textos importantes, que redigiu: a condenação das teologias da libertação dos anos 1984-1986; a encíclica Evangelium vitae, de 1995, a propósito da doutrina da igreja sobre os temas da vida; a Veritatis Splendor, um texto fundamental, redigido a quatro mãos com Wojtyla". As duas encíclicas ilustram, segundo seus críticos, a visão reacionária da Igreja sobre questões políticas, sociais e científicas do mundo contemporâneo.
Para o filósofo Giorgio Agamben, "ao realizar a grande recusa, Bento XVI deu provas não de covardia, como Dante escreveu talvez injustamente sobre Celestino V, mas de uma coragem que adquire hoje um sentido e um valor exemplares." Segundo Agamben, a decisão de Bento XVI "chama novamente com força a atenção para a distinção entre dois princípios essenciais da nossa tradição ético-política, dos quais as nossas sociedades parecem ter perdido toda consciência: a legitimidade e a legalidade. Se a crise que a nossa sociedade está passando é tão profunda e grave é porque ela não põe em questão apenas a legalidade das instituições, mas também a sua legitimidade; não apenas, como se repete frequentemente, as regras e as modalidades do exercício do poder, mas também o princípio mesmo que o fundamenta e legitima [...] Diante de uma cúria que se esquece totalmente da própria legitimidade e persegue obstinadamente as razões da economia e do poder temporal, Bento XVI escolheu usar apenas o poder espiritual, do único modo que lhe pareceu possível: isto é, renunciando ao exercício do vicariato de Cristo. Desse modo, a própria Igreja foi posta em questão desde a sua raiz".

## Reações

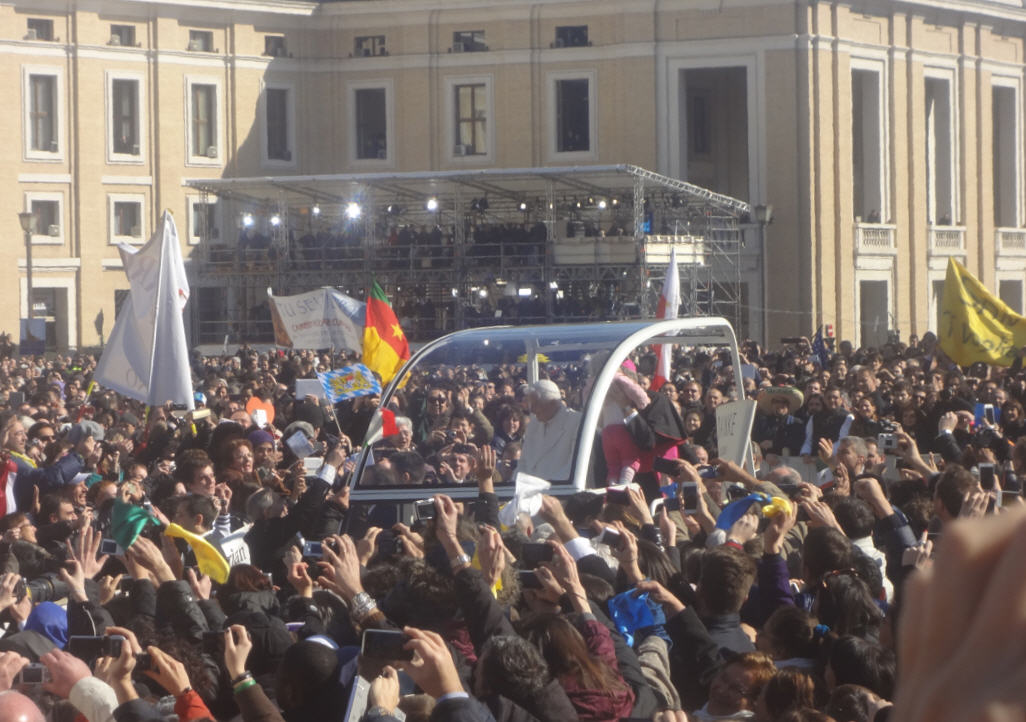
Bento XVI chega de papamóvel a Praça de São Pedro para celebrar sua última Audiência Geral da quarta-feira antes da renúncia, no dia 27 de fevereiro de 2013

- Canadá - O primeiro-ministro Stephen Harper divulgou um comunicado dizendo que Bento XVI "terá sempre um lugar especial no coração dos canadenses" e " Laureen e eu nos juntamos a todos os canadenses em desejando o bem para o Papa Bento no futuro".[16]
- França - O presidente François Hollande disse que Bento XVI merece "respeito", mas não comentou sobre o assunto especificamente por ser interno à Igreja Católica Romana.[17]
- Alemanha - A chanceler Angela Merkel elogiou-o como "um dos pensadores religiosos mais importantes de nosso tempo", mencionou seus esforços no diálogo intercultural e disse sobre a sua influência sobre ela: "As palavras do papa me acompanharão por um longo tempo." O secretário de imprensa do governo, Steffen Seibert, disse que estava "comovido e tocado", enquanto "o governo alemão tem o maior respeito pelo Santo Padre, pelo que ele tem feito, por suas contribuições ao longo de sua vida para a Igreja Católica. [...] Ele deixou uma assinatura muito pessoal como um pensador à frente da Igreja, e também como um pastor".[18]
- Irlanda - O presidente Michael D. Higgins também estendeu seus melhores desejos para o Papa renunciar, reconhecendo seu compromisso pessoal com a Igreja Católica. Taoiseach Enda Kenny elogiou a "liderança forte" do Papa Bento XVI e "um grande serviço à Igreja", tanto na Irlanda e em toda a o mundo depois da renúncia do pontífice.[19]
- Itália - O primeiro-ministro Mario Monti disse que estava "muito abalado com essa notícia inesperada".[20][21][22][23][24]
- Filipinas - O presidente Benigno Aquino III disse que "foi preenchido com grande pesar como a notícia do anúncio de que o Papa Bento XVI pretende abandonar o ministério petrino em 28 de fevereiro deste ano." Ele também lembrou a gratidão "as muitas orações e palavras de conforto que o Papa Bento XVI dedicou a filipinos em tempos de calamidade e desafio, e as suas palavras de encorajamento e de testemunho em muitos eventos que uniram os católicos, como a recente canonização de San Pedro Calungsod".[25]
- Reino Unido - O primeiro-ministro David Cameron elogiou Bento XVI, dizendo: "eu envio os meus melhores desejos para o Papa Bento XVI após o anúncio de hoje. Ele tem trabalhado incansavelmente para fortalecer as relações da Grã-Bretanha com a Santa Sé. Sua visita à Grã-Bretanha em 2010 é lembrada com grande respeito e afeto." Ele acrescentou que o papa "fará falta como um líder espiritual de milhões".[26]
- Estados Unidos - O presidente Barack Obama elogiou Bento XVI, dizendo: "Em nome dos americanos em todos os lugares, Michelle e eu gostaríamos de ampliar o nosso apreço e orações de Sua Santidade o Papa Bento XVI. Michelle e eu calorosamente lembramos do nosso encontro com o Santo Padre em 2009, e eu tenho apreciado o nosso trabalho em conjunto ao longo destes últimos quatro anos". Ele acrescentou que desejava "o melhor para aqueles que em breve se reunirão para escolher o sucessor de Sua Santidade o Papa Bento XVI".[27]